# ニコライ (デンマーク王子)
ニコライ（Nikolai, 1999年8月28日 - ）は、デンマークの王族。女王マルグレーテ2世の次男であるヨアキム王子の長男（第1子）。母はヨアキム王子の先妃であるアレクサンドラ・マンリー。フェリックス王子は弟、ヘンリク王子、アテナ王女は異母弟妹にあたる。デンマーク、イギリス、中国、ポーランド、チェコ、オーストリアの血を引く。Dior HOMMEのコレクション等モデルとしても活躍。
王位継承順位は6番目。2016年、デンマーク議会は傍系王族に対し18歳の成人以降は公費を支給しないと議決したため、ニコライ王子は高校卒業後ファッションモデルとして活動している。2018年、デンマーク国内のモデル事務所と契約し、同年のロンドンファッションウィークのバーバリーのショーでショーモデルとしてデビューした。同年、ディオールのショーにも出演している。同年8月に軍の予備役の訓練を開始するが、適性がないと感じたため2ヶ月で中退。2019年7月、経営学とサービス管理を学ぶため、コペンハーゲンビジネススクールに入学した。
2022年9月28日、デンマーク王室は「ヨアキム王子の子孫は2023年1月1日以降、モンペザ伯爵（Count of Monpezat）およびモンペザ女伯爵（Countess of Monpezat）の称号のみ使用を許され、デンマーク王子および王女の称号はなくなる」として、ヨアキムの4人の子（ニコライを含む）から王子、王女の称号を剥奪することを発表した。

## 称号・身位・敬称
- 1999年8月28日 - 2008年4月29日：デンマーク王子ニコライ殿下
- 2008年4月29日 - 2022年12月31日：モンペザ伯爵デンマーク王子ニコライ殿下[6]
- 2023年1月1日 - 現在：モンペザ伯爵ニコライ閣下[7]